# ناحیه کلمنت، شهرستان کلینتون، ایلینوی
ناحیه کلمنت، شهرستان کلینتون، ایلینوی (به انگلیسی: Clement Township) یک منطقهٔ مسکونی در ایالات متحده آمریکا است که در شهرستان کلینتون، ایلینوی واقع شده‌است. ناحیه کلمنت ۴۷۵ نفر جمعیت دارد و ۱۳۹ متر بالاتر از سطح دریا واقع شده‌است.